# Bezirk Conthey
Der District de Conthey (dt. Bezirk Gundis) im Kanton Wallis besteht aus folgenden Gemeinden:
| Wappen    | Fahne     | Name der Gemeinde | Einwohner (31. Dezember 2023) | Fläche in km² | Einw. pro km² |
| --------- | --------- | ----------------- | ----------------------------- | ------------- | ------------- |
| Ardon     | Ardon     | Ardon             | 3709                          | 20,39         | 182           |
| Chamoson  | Chamoson  | Chamoson          | 4291                          | 32,47         | 132           |
| Conthey   | Conthey   | Conthey           | 9073                          | 84,95         | 107           |
| Nendaz    | Nendaz    | Nendaz            | 7196                          | 85,96         | 84            |
| Vétroz    | Vétroz    | Vétroz            | 6604                          | 10,43         | 633           |
| Total (5) | Total (5) | Total (5)         | 30'873                        | 234,20        | 132           |

1815 entstand der Bezirk Conthey durch den Zusammenschluss der Gebiete der früheren Kastlanei (Landvogtei) sowie der Gemeinden Ardon und Chamoson.
Lokale Spezialitäten sind geräucherte Forelle, Spanlamm, Älplerkäse und Gebäck. Erwähnenswert sind zudem verschiedenste Weinsorten und deren Anbau sowie das eigene Klima, die Fauna, die Flora und die Geologie. 

## Veränderungen im Gemeindebestand

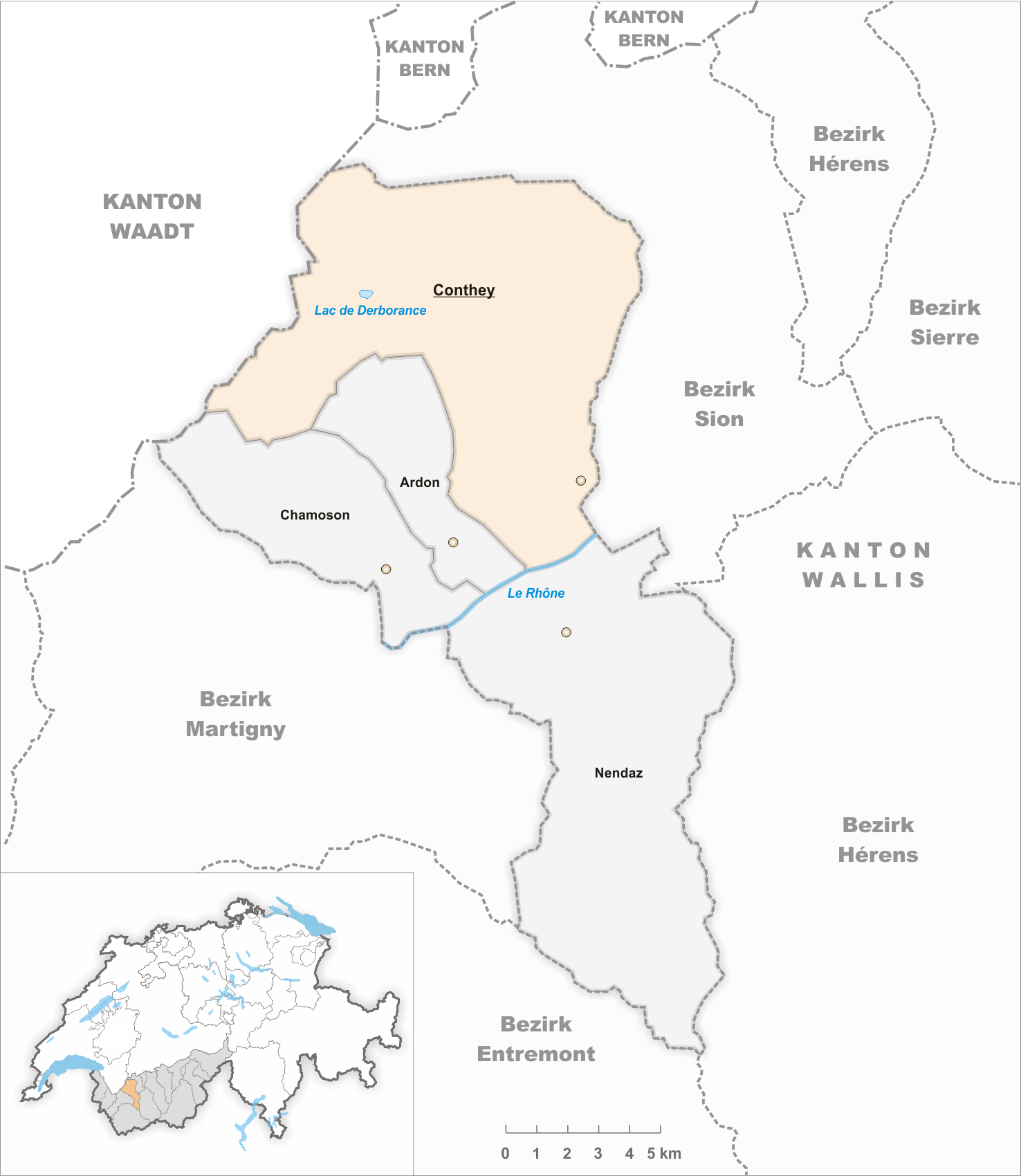
Gemeinden bis 1879

- 1880: Abspaltung von Conthey → Vétroz